# BMW R 27
La R 27 est un modèle de motocyclette monocylindre de 250 cm3 produit de 1960 à 1966 par le constructeur allemand BMW.

## Les BMW monocylindres
BMW décide en 1925 de compléter sa gamme de bicylindres à plat par une famille de modèles moins onéreux. C'est le début d'une série de modèles monocylindres à quatre temps commençant par la R39, puis les R2/3/4, et enfin les R20/23/etc. de 250 cm3, dont la R27, fabriquée de 1960 à 1966, est la dernière représentante.
Ce n'est qu'en 1993 que réapparaitra une BMW monocylindre : la F650, avec un moteur Rotax et une transmission finale par chaîne.

## La R27
Le moteur de la R27 est  un monocylindre quatre temps culbuté à deux soupapes en tête de 247 cm3 : dérivé de celui de 15 ch qui équipait la R26, il procure 18 ch grâce à un taux de compression porté à 8,2/1.
La R27 était positionnée par la marque comme un modèle fiable et confortable : transmission par arbre et cardan, cadre entièrement suspendu, boîte de vitesses à quatre rapports et, une première dans cette gamme, moteur monté sur silentblocs en caoutchouc. Dotée d'une fourche télescopique à bras articulé de type Earles, elle pouvait aussi être attelée en side-car.
La R27 apparait au catalogue en 1960 au prix de 2 330 DM, avec, en option, un side-car vendu 660 DM. La R27 rencontre un immédiat succès : c'est la plus vendue des BMW en 1963. Face à la concurrence des modèles japonais plus agiles et plus puissants, comme la Honda CB72 de 250 cm3 et 24 ch, les ventes déclinent ensuite. Les 2 400 derniers exemplaires produits en 1966 seront commercialisés jusqu'en 1967. De 1960 à 1966, 15 364 R27 ont été construites.
Proposée essentiellement en couleur noire, la R27 a également été fournie à la Bundeswehr en couleur spécifique, à la Croix Rouge allemande en couleur crème et à la police allemande en vert.

## Galerie

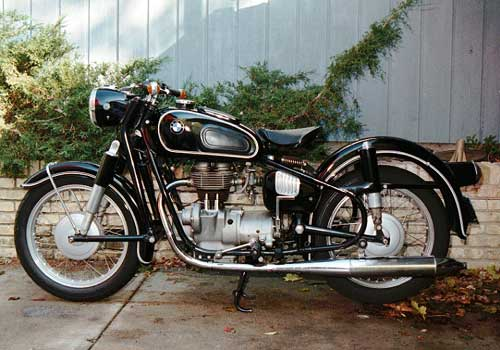
R27 noire.
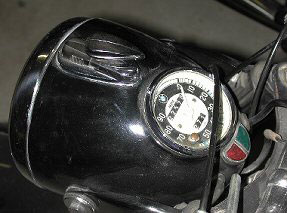
Compteur de R27.
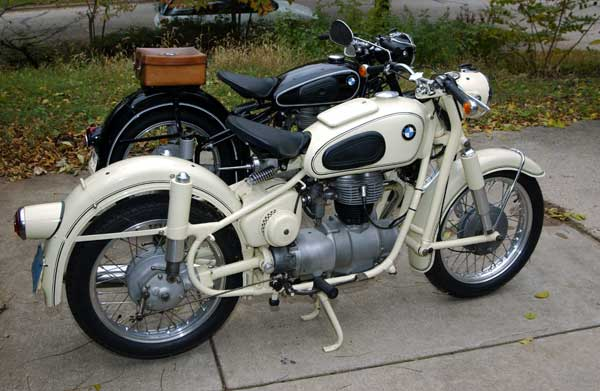
R27 crème côté droit.